# Hallradius
Der Hallradiant oder Hallradius rH ist in der Akustik in einem geschlossenen Raum diejenige Entfernung von der Schallquelle Q, bei der der Direktschallpegel LD gleich dem Raumschallpegel LR im statistischen Schallfeld ist. Dabei wird der Begriff Hallradius rH immer dann verwendet, wenn es sich um eine Schallquelle mit einer kugelförmigen Richtcharakteristik handelt. Im allgemeineren Fall einer Schallquelle mit beliebiger Richtcharakteristik wird diese Entfernung als Hallabstand bezeichnet und ist dann in verschiedenen Richtungen unterschiedlich groß.
Der in der Literatur zu findende „Hallabstand“ (direct energy level / reverberant energy level nach Reichardt) wird jetzt mit Hallmaß bezeichnet.

## Einführung
Wenn in einem geschlossenen Raum, z. B. einer Kirche, ein Redner spricht, dann wird die Sprache immer wieder an Boden, Wänden und Decke reflektiert (Nachhall), bis sie nach einigen Sekunden abgeklungen ist. Dadurch ist der ganze Raum erfüllt von einem Schallfeld, d. h. an jedem Punkt im Raum addieren sich die Amplituden aller möglichen Reflexionen, z. B. die dritte Reflexion eines Lautes, der vor 20 Millisekunden gesprochen wurde, vielleicht die zehnte Reflexion eines 100 Millisekunden alten Lautes usw.
Dieses Raumschallfeld ist quasistatisch und an jedem Ort der Kirche ungefähr gleich laut, da die Reflexionen von allen Seiten kommen. Man unterscheidet Direktfeld (Freifeld) und Diffusfeld.
Der Direktschall vom Redner, also der Schall, der den Hörer ohne Reflexion direkt erreicht, ist umso lauter, je näher der Hörer am Redner ist. Für die Schalldruckabnahme gilt hier das 1/r-Entfernungsgesetz (distance law) für lineare Schallfeldgrößen. Ganz in der Nähe des Redners ist der Redner gut zu verstehen und der Nachhall kaum wahrnehmbar, weiter entfernt wird die Stimme immer mehr im Nachhall untergehen. Dazwischen gibt es einen Abstand (eine Entfernung), bei dem der Raumschall R (frühe Reflexionen und Nachhall) die gleiche Größe wie der Direktschall D hat; diese Entfernung ist der Hallradius.

## Akustische Betrachtung
Da der Direktschall mit zunehmender Entfernung von der Schallquelle schwächer wird (um etwa 6 dB bei Abstandsverdopplung), der diffuse Schall (die Summe an Reflexionen) dagegen im gesamten Raum etwa konstant bleibt, gibt es einen Abstand von der Schallquelle, bei dem beide Anteile gleich stark sind: den Hallradius.
Aus der Gleichheit der beiden Schallfeld-Anteile folgen auch die Bestimmungsgleichungen für den Hallradius (Sabinesche Formel):
{\displaystyle r_{H}={\sqrt {\frac {V}{c_{S}\,T_{60}}}}={\sqrt {\frac {A}{24\ln 10}}}\approx {\sqrt {\frac {A}{50}}}}
mit
- dem Volumen (Rauminhalt) {\displaystyle V} des Raums in Kubikmetern
- der Nachhallzeit {\displaystyle T_{60}} des Raumes in Sekunden
- der äquivalenten Absorptionsfläche {\displaystyle A}
- der Schallgeschwindigkeit cS

und für den Hallabstand:
{\displaystyle r_{H}={\sqrt {\frac {\gamma V}{c_{S}\,T_{60}}}}\approx {\sqrt {\frac {\gamma A}{50}}}}
mit
- dem Bündelungsgrad {\displaystyle \gamma } der Schallquelle.

Im Freien ist das Volumen unendlich und die Nachhallzeit Null; somit ist der Hallradius unendlich, d. h. im Freien gibt es keinen Hallradius. Ein typischer Wert für den Hallradius in einem halligen Raum, z. B. in einer Kirche, liegt je nach der Größe des Raumvolumens, der Nachhallzeit und der Richtwirkung des Mikrofons z. B. um 2 Meter.
Da in einer Entfernung, die dem Hallabstand entspricht, der Schalldruckpegel LD des Direktschalls gleich dem Schalldruckpegel LR des Diffusfeldes ist, ist der Gesamtschalldruckpegel an dieser Stelle wegen der inkohärenten Addition der beiden Anteile um 3 dB größer als jeder der beiden Anteile allein.

## Praktische Bedeutung
Mit Hilfe des Hallradius kann in der Praxis überschlagsmäßig, also ohne Berücksichtigung der Frequenzabhängigkeit, berechnet werden, bei welchem Abstand von der Schallquelle der Raumschall den Direktschall übertrifft. Dieses Wissen ist nützlich, um den optimalen Aufstellungsort der Mikrofone, die bei der Aufnahme verwendet werden, grob zu bestimmen (Mikrofonierung). Darum heißt ein Merksatz der Aufnahmetechnik: Mikrofone haben immer innerhalb des Hallradius zu stehen. Am Beispiel der Kirche bedeutet das: Je näher sich ein Mikrofon im Direktfeld der Schallquelle befindet, umso lauter ist der aufgenommene Pegel. Ist das Mikrofon jedoch, im oben genannten Beispiel, weiter als 2 m von der Schallquelle entfernt, dann überwiegt das Diffusfeldsignal, und das gesamte Tonsignal wird unklar und verschwommen aufgenommen.
Außerdem verliert in einem zunehmend diffusen Schallfeld die Richtcharakteristik eines Mikrofons ihre Wirkung. Man kann aus dem Mikrofonsignal jenseits des Hallradius also nicht mehr das Direktsignal „heraushören“, wenn man es um seine Achse dreht. Anders verhält sich dagegen das menschliche binaurale Hören: Wir können noch weit außerhalb des Hallradius die Richtung der Schallquelle bestimmen.